# 王策三
王策三（1928年10月15日—2017年12月20日），男，安徽潜山人，著名教育理论家，曾任北京师范大学教育学部教授。

## 生平
1946年秋，考入安徽师范大学（原安徽大学）英国语言文学系，后转入哲学教育系。1950年春安徽大学迁至芜湖，由安庆转赴芜湖继续学习，1951年7月毕业。同年，考入中国人民大学教育学研究生班学习。1952年院系调整，转入北京师范大学教育系。1953年7月，毕业于北京师范大学教育学研究生班，留校任教。1956年任讲师，1980年任副教授，1986年任教授，1999年4月退休。2017年12月20日在北京逝世，享年90岁。

## 著作
- 《教学论稿》（1985年，人民教育出版社）（高等学校文科教材）
- 《教学认识论》（主编）（1988年，北京燕山出版社）
- 《现代教育论》（合作主编）（1996年，人民教育出版社）
- 《教学实验论》（主编）（1998年，人民教育出版社）
- 《教育论集》（2002年，人民教育出版社）
- 《教学认识论》（修订本）（2002年，北京师范大学出版社）
- 《基础教育改革论》（合著）（2005年，知识产权出版社）

## 奖励与荣誉
- 1998年，获第二届中国高校人文社会科学研究优秀成果一等奖（第二完成人）[3]
- 2002年，获第四届吴玉章人文社会科学优秀成果奖（第二完成人）[4]
- 2017年11月，入选《中国教育报》90名中国当代教育名家[5]